# Wulff Land

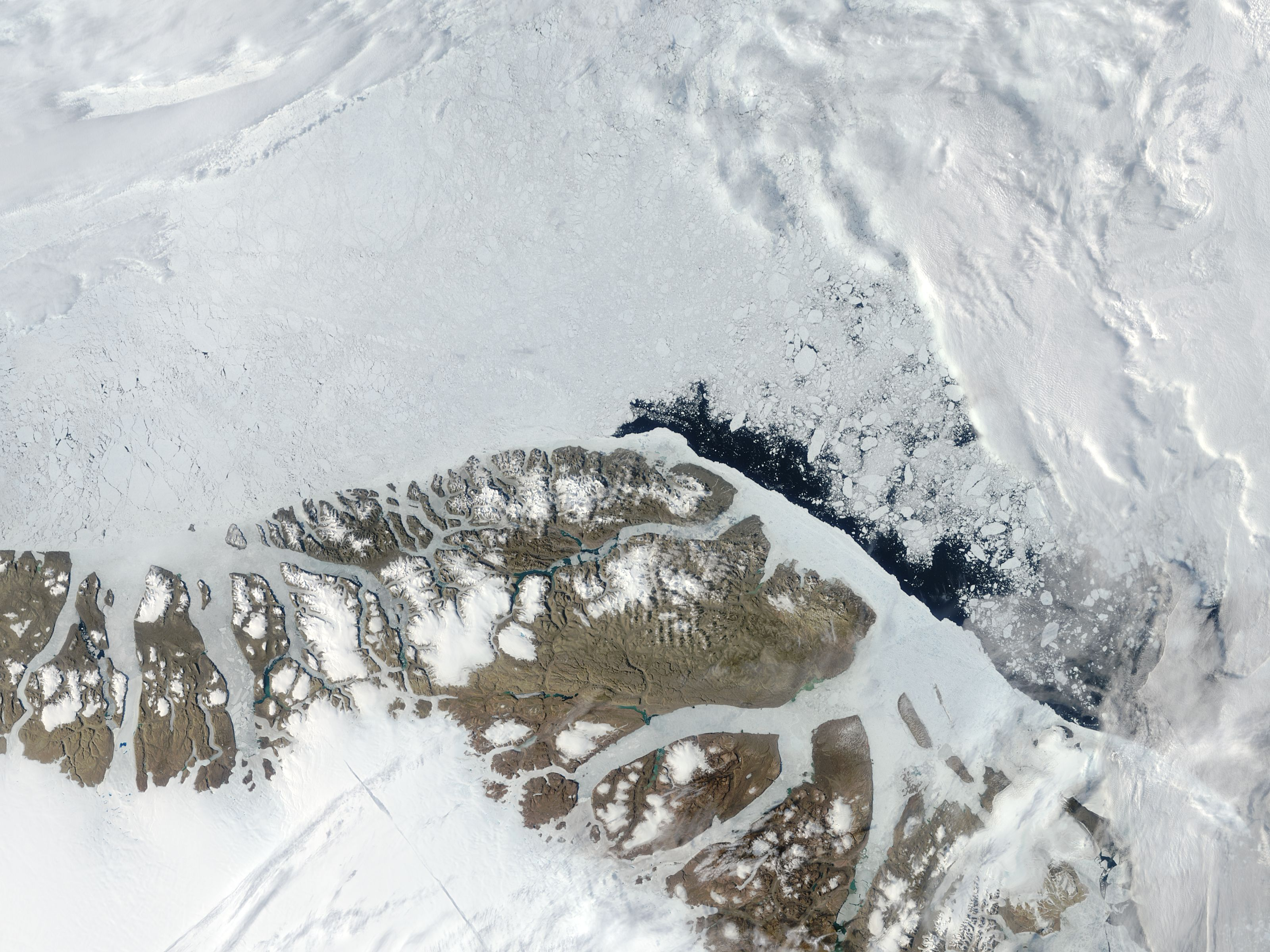
MODIS-Satellitenbild mit Wulff Land im Westen

Wulff Land ist eine grönländische Region im Nordost-Grönland-Nationalpark.

## Geografie
Wulff Land ist eine etwa 120 km lange, spitz zulaufende Halbinsel zwischen dem Sherard Osborn Fjord im Westen und dem Victoria Fjord im Osten. Westlich von Wulff Land im Victoria Fjord liegt die Insel Stephenson Ø, auf der anderen Fjordseite befindet sich die große Insel Nares Land. Südlich des Sherard Osborn Fjords liegt der Ryder Gletsjer, der Wulff Land von Permin Land abgrenzt. Auf der anderen Fjordseite liegen die Inseln Hendrik Ø und Castle Ø. Im Norden grenzt Wulff Land an die Lincolnsee, ein Randmeer des Arktischen Ozeans. Die Nordspitze von Wulff Land trägt den Namen Kap May. Etwa 40 km nördlich davon liegt die Insel Beaumont Ø. Trotz seiner extrem nördlichen Lage auf etwa 82° N ist Wulff Land infolge geringer Niederschläge nur teilweise vergletschert. Der größte Gletscher ist der Sven Hedin Firn rund um den 1210 m hohen Farragjut Bjerg. Östlich des Gletschers verläuft das rund 30 km lange fruchtbare Gunnar Andersson Dal, das von Moschusochsen und Schneehasen bewohnt wird. Im Süden befinden sich drei unbenannte sehr große langgestreckte Seen, die zusammen eine Fläche von ca. 257 km² erreichen, was etwa der Hälfte des Bodensees entspricht.

## Geschichte
Wulff Land wurde auf Knud Rasmussens Zweiter Thule-Expedition nach dem schwedischen Botaniker und Polarforscher Thorild Wulff benannt, der auf der Expedition ums Leben kam. Das Wulff Land gehört zu den lebensfeindlichsten Teilen der Arktis überhaupt. Während selbst das nordöstlich angrenzende Peary Land einst besiedelt war, fehlen im Wulff Land archäologische Spuren menschlicher Präsenz. Auch nennenswerte Rohstoffvorkommen wurden hier bisher nicht gefunden.